# Bertram Frank Armstrong
Bertram Frank Armstrong DSO, južnoafriški general, * 1893, † 1972.
Leta 1941 je padel v vojno ujetništvo kot poveljnik 5. južnoafriške brigade. Po vojni je postal načelnik Generalštaba Zveznih obrambnih sil.

## Odlikovanja
- Distinguished Service Order: 30. december 1941[2]